# 朝阳山镇 (五大连池市)
朝阳山镇，原名朝阳乡，是中华人民共和国黑龙江省黑河市五大连池市下辖的一个乡镇级行政单位。

## 行政区划
朝阳山镇下辖以下地区：
朝阳村、梁山村、边河村、红旗村、金山村、双河村、东风村、红卫村、青峰村、奋斗村和沿河村。